# Ayu-mi-x 6 -Gold-
ayu-mi-x 6 -GOLD- – osiemnasty remiksowy album Ayumi Hamasaki, jedna z dwóch części albumu ayu-mi-x 6. Album został wydany 26 marca 2008 roku. Album znalazł się na 6. miejscu w rankingu Oricon. Sprzedano 45 800 kopii. W Japonii album kosztował ¥ 2 500.

## Lista utworów
| #  | Tytuł                                           | Remix                         | Czas |
| -- | ----------------------------------------------- | ----------------------------- | ---- |
| 1  | "STEP you × THE YOUNG PUNX!"                    | Hal Ritson, Phonat            | 3:59 |
| 2  | "Moments × dj KENTARO"                          | DJ Kentaro                    | 4:40 |
| 3  | "talkin' 2 myself × STONEBRIDGE"                | StoneBridge                   | 4:26 |
| 4  | "Beautiful Fighters × MSTRKRFT"                 | Al-P, MSTRKRFT                | 3:36 |
| 5  | "INSPIRE × ARMAND VAN HELDEN"                   | Armand van Helden             | 3:41 |
| 6  | "Greatful days × PARA ONE"                      | Para One                      | 4:29 |
| 7  | "Startin' × SHINICHI OSAWA"                     | Shinichi Osawa                | 4:35 |
| 8  | "glitter × SOUL CENTRAL"                        | Andy Ward, Timmy Vegas        | 5:27 |
| 9  | "BLUE BIRD × 7th GATE"                          | 7th Gate                      | 5:46 |
| 10 | "ourselves × COLDCUT"                           | Coldcut                       | 3:44 |
| 11 | "Ladies Night × AFRA & INCREDIBLE BEATBOX BAND" | Afra, Incredible Beatbox Band | 5:33 |
| 12 | "HAPPY ENDING × MAD PROFESSOR"                  | Mad Professor                 | 4:47 |